# Michel Tournier
(Le Vent Paraclet (1978))
Michel Tournier (Parigi, 19 dicembre 1924 – Choisel, 18 gennaio 2016) è stato uno scrittore francese, vincitore del Premio Goncourt.

## Biografia
Trascorre la sua gioventù a Saint-Germain-en-Laye e a Neuilly-sur-Seine. È compagno di scuola di Roger Nimier. La sua educazione è segnata da cultura tedesca, musica e cattolicesimo. Più tardi, scopre il pensiero di Gaston Bachelard. Compie, in seguito, studi di filosofia alla Sorbona e all'Università di Tubinga. Segue i corsi di Maurice de Gandillac. Vorrebbe insegnare Filosofia al liceo, ma non supera il concorso (agrégation).
Entra a Radio France come giornalista e traduttore e anima l'emissione L'heure de la culture française (L'ora della cultura francese). Nel 1954, lavora in campo pubblicitario per Europe 1 (radio). Collabora anche a "Le Monde" e "Le Figaro". Dal 1956 al 1968, presso Plon, lavora a diverse traduzioni dal tedesco; come giornalista, è incaricato di un'emissione Chambre noir e nel 1968, partecipa con Lucien Clergue alla creazione delle Rencontres photographiques d'Arles.
Nel 1967 pubblica il suo primo romanzo Vendredi ou les Limbes du Pacifique (che prende ispirazione da Daniel Defoe) e viene premiato con il Grand prix du roman de l'Académie française. Tournier desidera scrivere una storia popolare su un soggetto filosofico. Nel 1970, ottiene il Prix Goncourt all'unanimità, per il romanzo Il re degli ontani. L'anno dopo, pubblica Vendredi ou la vie sauvage, versione semplificata di Vendredi ou les Limbes du Pacifique. Non è il suo solo libro scritto per ragazzi: si ricordano Pierrot ou les secrets de la nuit, 1979, Les roi Mages, 1988, Un bébé sur la paille, 1989, La Couleuvrine, 1994, tutti tradotti in italiano.
Nel 1972, diventa membro dell'Académie Goncourt e manterrà la carica fino alle dimissioni, presentate nel 2010. È anche traduttore dal tedesco di Erich Maria Remarque. Nel 1975 pubblica il suo terzo romanzo Les Météores che racconta la vita di due gemelli, Jean e Paul. Nei suoi ultimi anni vive a Choisel, piccolo paese nella valle di Chevreuse, a pochi chilometri da Parigi, in un antico presbiterio. Fa parte del Comitato di lettura dell'editore Gallimard.
Considerato come un "classico", Tournier viene letto da tutti i tipi di pubblico, in tutti i paesi. L'universo dei suoi romanzi, popolato di orchi, di gemelli, di androgini e attraversato dal tema dell'inversione si divide tra realismo e fantastico. Malgrado le critiche che può suscitare, la sua lettura originale dei miti, delle religioni e della storia ha apportato una ventata benefica di novità al romanzo degli anni 1970. Ha ricevuto la medaglia Goethe nel 1993 e una laurea honoris causa dall'Università di Londra nel 1997. Sempre nel 1993 ha ricevuto a Capri il Premio Malaparte e nel 2002, a Venezia, il Premio Campiello alla carriera letteraria. È deceduto la sera del 18 gennaio 2016 all'età di 91 anni nella sua casa di Choisel.

## Opere

### Narrativa
- Vendredi ou les Limbes du Pacifique, 1967;
  - Venerdì o il limbo del Pacifico, trad. Clara Lusignoli, Einaudi, Torino, 1976;
- Le Roi des aulnes, 1970;
  - Il re degli ontani, trad. Oreste Del Buono, Garzanti, Milano 1987;
- Vendredi ou la Vie sauvage 1971;
  - Venerdì o la vita selvaggia, a cura di Claudio Venturi, trad. Michele Antoine, Mondadori, Milano 1974; Vallardi, Milano 1993;
- Les Météores 1975;
  - Le meteore, trad. Maria Luisa Spaziani, Garzanti, Milano 1995;
- Le Coq de bruyère 1978; 
  - Il gallo cedrone, trad. Maria Luisa Spaziani, Garzanti, Milano 1988;
- La Fugue du Petit Poucet 1979;
- Pierrot ou les secrets de la nuit 1979;
  - Pierrot e i segreti della notte, illustrato da Daniele Bour, Emme, Trieste-Milano 1989;
- Gaspard, Melchior et Balthazar 1980;
  - Gaspare, Melchiorre e Baldassarre, trad. Maria Luisa Spaziani, Garzanti, Milano 1995;
- Barbedor 1980;
- Gilles et Jeanne 1983;
  - Gilles e Jeanne, trad. Oreste del Buono, Garzanti, Milano 1986;
- La Goutte d'Or 1985;
  - La goccia d'oro, trad. Daniela Marin, Garzanti, Milano 1993;
- Les roi Mages 1988;
  - I re Magi, illustrato da Michel Charrier, trad. Anna Carpi, Vallardi, Milano, 1994; Salani, 2004;
- Le Médianoche amoureux 1989;
  - Mezzanotte d'amore, trad. Francesco Bruno, Garzanti, Milano 1989;
- Un bébé sur la paille 1989; 
  - Un bebè sulla paglia, Red, Como, 1990;
- La Couleuvrine 1994;
  - La colubrina, ovvero L'assedio della fortuna, trad. Francesco Bruno, Salanti, Milano 2000;
- Eléazar ou la Source et le Buisson 1996;
  - Eleazar, ovvero La sorgente e il roveto, trad. Idolina Landolfi, Garzanti, Milano 1997;
- Sept contes 1998;
  - Sette racconti, trad. Anna Carpi, Vallardi, Milano 1996;

### Altro
- L'Ogre (1970, film di Volker Schlöndorff, 1996)
- Le Fétichiste (1974, commedia teatrale)
- Canada: Journal de voyage (1977, diario di viaggio con fotografie di Edouard Boubat)
- Le Vent Paraclet (1978, diari e memorie),
  - Il vento Paracleto, Garzanti, Milano 1992
- Rêves (1979, con fotografie d'Arthur Tress)
- Le Vol du vampire (1981, note di lettura)
- Vues de dos (1981, con fotografie di Edouard Boubat)
- Des clefs et des serrures (1983, immagini e prose)
- François Mitterrand (1983, con Konrad R. Müller)
- Le Vagabond immobile (1984, con illustrazioni di Jean-Max Toubeau)
- Petites proses (1986, scritti miscellanei)
  - trad. Roberto Rossi, Casa, città, corpi, bambini, Garzanti, Milano 1989
  - trad. Roberto Rossi, Immagini, paesaggi e altre piccole prose, Garzanti, Milano 1990
- Le Tabor et le Sinaï (1988, scritti sull'arte)
- Le Crépuscule des masques (1992, con fotografie)
- Le Pied de la lettre (1994, rubrica di parole da "Mercure de France")
- Le Miroir des idées (1994, scritti miscellanei),
  - Lo specchio delle idee, trad. Idolina Landolfi, Garzanti, Milano 1995
- Célébrations (1999, saggi),
  - Celebrazioni, trad. Idolina Landolfi, Garzanti, Milano 2001
- Journal Extime (La Musardine) (2002, diario),
  - Diario aperto, trad. Tommaso Gurrieri, Barbes, Firenze 2008
- Le Bonheur en Allemagne? (2004)
- Les Vertes lectures (2006, saggi letterari)